# Vladimir Ostroushko

a Compétitions nationales et continentales officielles uniquement.

b Matchs officiels uniquement.
Dernière mise à jour le 21 octobre 2019.
Vladimir Ostroouchko (en russe : Владимир Остроушко) est un joueur de rugby à XV et à sept russe. Il fait ses débuts avec la sélection de rugby à XV en 2006 et la saison suivante, il fait ses débuts en World Sevens Series.

## Carrière

### En club
Vladimir Ostroouchko est né le 30 septembre 1986 à Krasnodar en URSS. Il fait alors ses débuts dans le rugby avec le RC Kouban Krasnodar en 2000, à l'âge de 14 ans. Il fait ses débuts dans le championnat senior de division B en 2004.
Il quitte son club formateur pour rejoindre le Ienisseï-STM en première division avec qui il remporte le championnat de Russie 2012. Il fait ensuite son retour au RC Kouban Krasnodar à la suite de la promotion du club en première division.

### International à XV
Vladimir Ostroouchko fait ses débuts internationaux à XV avec la sélection russe contre l'Italie le 14 octobre 2006.
La Russie parvient à terminer à la seconde place des qualifications pour la coupe du monde 2011 dans la zone Europe. C'est la première fois de l'histoire que la Russie parvient à se qualifier pour une coupe du monde. La Russie termine dernière de la poule C composé de l'Italie, l'Australie, l'Irlande et les États-Unis avec quatre défaites, malgré deux essais de Vladimir Ostroouchko contre l'Italie et l'Australie.

### En rugby à sept
Vladimir Ostroouchko fait ses débuts sur le circuit mondial de rugby à sept à l'occasion du tournoi de Hong Kong 2007,.
Lors du tournoi de Hong Kong 2011, la Russie parvient pour la première fois de son histoire à se qualifier en Cup à Hong Kong, grâce notamment à Vladimir Ostroouchko qui inscrit sept essais au cours du week-end,.
À la suite de la réforme des World Series en 2012, les équipes doivent remporter le tournoi de qualification de Hong Kong pour devenir une équipe permanente. C'est que parvient à réaliser la Russie et Vladimir Ostroouchko en 2015 : les russes retrouvent en finale le Zimbabwe. Les russes mènent alors 15-12 à quelques minutes de la fin du match et Vladimir Ostroouchko se fait arracher le ballon entrainant un essai du Zimbabwe qui prend la tête au score (19-15) avec un denier coup d'envoi à disputer. Les russes récupèrent le ballon et Ostroouchko franchi la défense adverse pour inscrire un essai de 80 mètres qui permet à la Russie de gagner son statut d'équipe permanente pour la saison 2015-2016.
Par la suite, Vladimir Ostroouchko devient un joueur cadre de cette équipe russe qui parvient à se maintenir en World Series aux dépens du Portugal,.